# Liste der Bischöfe von Fano
Die folgenden Personen waren Bischöfe von Fano:
- Tolomeo
- Eusebius
- ? (um 259)
- Heiliger Paterniano (314–356?)
- ? (um 362)
- Heiliger Vitale (499–501)
- Heiliger Eusebius (502–541)
- Leone I. (589–595?)
- Heiliger Fortunato (596–620?)
- Heiliger Orso (625–639)
- Scolastico oder Peter (649–653)
- Domenico (654–681?)
- Peter I. (718–743?)
- Amato (743–748)
- Mauro (749–769?)
- Aripert oder Agripert (826–851)
- Johannes I. (851–877)
- Marco (877–887)
- Romano (887–898?)
- Riccardo oder Riscelardo (963–983)
- Gerardo (983–1010?)
- Rinaldo oder Rainaldo I. (um 1010)
- Albert (1027–1036)
- Ugo oder Ugone (1036–1048)
- Arduino (1048–1085)
- Peter II. (1090–1135)
- Rinaldo oder Rainaldo II. (1136–1165)
- Carbone (1165–1177)
- Monaldo (1178–1214)
- Riccardo (1214–1223)
- Alberto II. (1223–1240)
- Gregorio (1240–1245?)
- Adiuto (1245–1265)
- Morando (1265–1276)
- Fedemondo oder Fedismondo (1276–1283)
- Borromeo oder Romano (1283–1288)
- Francesco I. (1289–1295)
- Berardo (1295–1305)
- Giacomo I. (1305–1312)
- Giacomo II. (1312–1339)
- Pietro II. (1340–1356)
- Luca Mannelli (1358–1362)
- Leone II. (1362–1388)
- Pietro IV. (1389–1394)
- Giovanni II. (1394–1407)
- Antonio I. David (1407–1417?)
- Antonio
- Giovanni III. Firmani (1417–1419)
- Giovanni IV. de Bertoldi (1419–1445)
- Giovanni V. Enrico de Tonsis (1445–1482)
- Domenico Antonio II. (1482–1499)
- Giovanni Battista Bertuccioli (1499–1518)
- Goro Gheri (1518–1528)
- Ercole Gonzaga (1528–1530) (Apostolischer Administrator)
- Cosimo Gheri (1530–1537)
- Pietro V. Kardinal Bertani OP (1537–1558)
- Ippolito Capilupo (1560–1567)
- Francesco II. Rusticucci (1567–1587)
- Giulio Ottinelli (1587–1603)
- Tommaso Lapis (1603–1622)
- Francesco Kardinal Boncompagni (1622–1626) (dann Erzbischof von Neapel)
- Giulio Cesare Kardinal Sacchetti (1626–1635)
- Ettore Diotallevi (1635–1641)
- Alessandro Castracane (1641–1649)
- Giovanni Battista Alfieri (1649–1678)
- Angelo Maria Kardinal Ranuzzi (1678–1688)
- Taddeo Kardinal Dal Verme (1688–1696)
- Giovanni Battista Giberti (1696–1720)
- Alessandro Dolfi (1721–1733)
- Giacomo Beni (1733–1764)
- Giovanni Battista Orsi (1764–1774)
- Pellegrino Consalvi (1775–1787)
- Antonio Gabriele Severoli (1787–1801) (auch Titularerzbischof von Petra in Palaestina)
- Francesco Maria Paolucci Mancinelli (1808–1815)
- Nicola Serarcangeli (1817–1833)
- Luigi Carsidoni (1833–1856)
- Filippo Vespasiani (1857–1877)
- Camillo Santori (1877–1882)
- Camillo Ruggeri (1882–1896)
- Vincenzo Franceschini (1896–1916)
- Giustino Sanchini (1916–1937)
- Vincenzo Del Signore (1937–1967)
- Costanzo Micci (1973–1985)
- Mario Cecchini (1986–1998)
- Vittorio Tomassetti (1998–2007)
- Armando Trasarti (2007–2023)
- Andrea Andreozzi (seit 2023)